# Haller-féle diploma
A Haller-féle diploma, amely bécsi tractatus, Diploma Halleriana, Tractatus Hallerianus illetve Tractatus Viennensis sive Hallerianus néven is ismert, I. Lipót és I. Apafi Mihály teljhatalmú megbízottjai által 1686. június 28-án kötött titkos szerződés, amelyben Erdély önálló államként csatlakozott a nemzetközi törökellenes szövetséghez; I. Lipót pedig elismerte a fejedelem jogait, a rendek fejedelemválasztási szabadságát, a négy bevett vallás szabadságát és Erdély szuverenitását. Az Erdélyi Fejedelemség a török betörések veszélye miatt nyíltan nem csatlakozott a törökellenes szövetséghez, de a szerződésben foglalt egyes kötelezettségeit teljesítette, egyes pontok ellen pedig kifogást emelt. Utóbb – mivel a háborús helyzet Bécsnek kedvezően alakult – a Habsburg-ház érdekeit szolgáló bécsi politikusok igyekeztek a szerződést nem létezőnek minősíteni.

## Előzményei és megkötése
1684 tavaszán megalakult a Szent Liga, a Habsburg-birodalom, Lengyelország és a Velencei Köztársaság törökellenes szövetsége, amelybe I. Lipót Erdélyt is be akarta vonni, I. Apafi Mihály azonban egyrészt bizalmatlanságból, másrészt a reálpolitikai megfontolásból nem fogadta el az ajánlatot. Erdély önállóságát féltve inkább Franciaországgal, illetve a nyugati protestáns országokkal kereste a kapcsolatot.
1685-ben I. Lipót ismét kísérletet tett Erdély bevonására; ezúttal Antide Dunod jezsuita szerzetest küldte el ajánlatával, melynek lényege az volt, hogy az ország elismeri a Habsburg fennhatóságot, lemond az önálló külpolitikáról, viszont megtarthatja privilégiumait és a vallásszabadságot. Egy ilyen értelmű titkos szerződést Teleki Mihály ugyan aláírt Kercisórán, de a rendek nem fogadták el. Apafi közben Havasalfölddel kötött Habsburg-ellenes szerződést, és a törökök ellen több győzelmet arató Lengyelországtól várta függetlensége garantálását.
A török porta Thököly Imrét támogatta Apafi ellenében, és fejedelemmé nevezte ki. Thököly 1686 elején hadsereget is toborzott, de Apafi legyőzte. Közben azonban a császári csapatok megszállták Máramaros vármegyét és a Kővárvidéket. Így a több oldalról is veszélyeztetett Apafi 1685 végén követséget küldött Bécsbe, hogy kedvező pozíciót érjen el Erdélynek. Követeket indított a protestáns, tehát potenciálisan szövetséges Dániába, Svédországba, Angliába, Hollandiába, Brandenburgba és Württembergbe is.

## Tartalma
Bethlen Miklós fordításában:
1. Apafi fejedelem, mind az apa, mind a fiú, uralkodjanak Erdélyen halálukig.
2. Haláluk után Erdély rendei szabadon válasszanak fejedelmet.
3. Vallás, törvények, szabadság, végül is minden egyházi és világi ügy maradjon szabad.
4. Ugyancsak szabadon köthessen az erdélyi fejedelem szövetséget bármely keresztény uralkodóval, hacsak nem az Ausztriai Háznak s a magyar királynak nyilvánvaló kárára.
5. Elismerésképpen a magyar királyoknak 50 000 birodalmi tallért fizet évente.
6. Amit a töröktől erdélyi fegyver egymaga szerez vissza, maradjon Erdélyé.
7. Ami pedig közösen, vagy egyedül császári fegyverekkel szereztetik vissza Erdélyből és Magyarország hozzátartozó Részeiből, Erdélynek engedtessék át, de a magyar királyok legfőbb hűbéri jogának sérelme nélkül.
8. Temesvár és Erdély bevétele előtt Erdély a törökkel nyíltan nem ellenségeskedik, csupán valamelyes gabonával segíti a keresztény hadsereget.
9. Kolozsvár és Déva kétharmad részt császári, egyharmad részt erdélyi őrséggel őriztessék a háború végéig, akkor rögtön üríttessék ki és adassék át az erdélyi fejedelemnek.

## Utóélete
A szerződés egy példányát elküldték Angliába, hogy biztosítsák a külföldi jótállást. A császári csapatok július végén elhagyták Erdélyt, a törökök pedig sereget indítottak a császáriak által ostromolt Buda felmentésére, és felszólították Apafit, hogy csatlakozzon. Apafi nem tett eleget a török parancsnak. 
Miután I. Lipót hadai visszafoglalták Budát, Bécsnek már nem állt érdekében, hogy engedményeket tegyen Erdélynek. Lotaringiai Károly megbízást kapott Erdély megszállására, amit végre is hajtott. Ez után kötötte meg Apafi és Lotaringiai Károly a balázsfalvi paktumot, amely még a kercisórai szerződésnél is kedvezőtlenebb volt Erdélyre nézve. Ezt követte Erdély Caraffa általi megszállása, és a fogarasi nyilatkozat, amelyben a fejedelem és a rendek elismerték a Habsburg fennhatóságot az ország felett.